# Liga Sanjuanina de Fútbol
La Liga Sanjuanina de Fútbol es una de las Ligas Regionales perteneciente a la Provincia de San Juan en Argentina, tiene su sede en la Ciudad de San Juan. A nivel nacional, el campeonato se ubica por debajo de la 4.ª categoría para los clubes indirectamente afiliados a la AFA, más específicamente debajo del Torneo Regional Federal Amateur.

## Participantes
Participan 40 equipos entre las dos divisiones que la conforman (20 en Primera A y 20 en Primera B), y cada final de campeonato, se otorgan plazas para la participación en el mencionado Torneo Regional Federal Amateur.
En 1943, la Liga tuvo representación por primera vez en un certamen de la AFA, en la Copa de la República, siendo San Martín su primer representante, seguido de Graffigna y Juventud Alianza en las ediciones de 1944 y 1945.
En 1959, Los Andes representó a la Liga en el Campeonato de la República, certamen que posteriormente fue reconocido como campeonato de Primera División.
Desde 1967, la Liga tuvo representación en el Torneo Regional, siendo Juventud Alianza el primer en participar del mismo y el primero en representar a la provincia en un torneo de Primera División: el Torneo Promocional. En 1970, San Martín logró acceder al Campeonato Nacional, siendo el primero de la liga en conseguirlo.
Desde 1973, la Liga dispuso de una plaza fija para la clasificación al Campeonato Nacional de fútbol de Primera División. Es por ello, que Sportivo Desamparados jugó en Primera División al consagrarse campeón de la Liga.
El seleccionado de la Liga fue campeón del Campeonato Argentino de Selecciones de Ligas, que otorgaba la Copa Beccar Varela, en cuatro ocasiones: 1956 en Buenos Aires; 1964 en Mar del Plata.; 1966 en Mendoza y 1978 en San Juan. Además, fue subcampeón en 1944. En 1937 realizó una gira por 15 países de América, con un saldo de 74 partidos ganados, 5 empatados y 6 perdidos. Juega con camiseta blanca con el escudo azul.
Además del torneo masculino, se disputan torneos oficiales de fútbol femenino y de futsal en ambos sexos.

## Equipos Registrados

### Ámbitos
| - 9 de Julio - Capital - Chimbas | - Pocito - Rawson - Rivadavia | - Santa Lucía - Ullum - Zonda |

#### Primera División
| Club                                     | Departamento | Fundación                | Estadio                   | Capacidad |
| ---------------------------------------- | ------------ | ------------------------ | ------------------------- | --------- |
| Club Atenas                              | Pocito       | 14 de junio de 1922      | Sergio Uñac               | 1.000     |
| Club Atlético Colón Junior               | San Juan     | 2 de septiembre de 1925  | Doctor Jorge Barassi      | 3.200     |
| Club Atlético de la Juventud Alianza     | Santa Lucía  | 14 de junio de 1905      | Del Centenario            | 9.000     |
| Club Atlético Independiente Villa Obrera | Chimbas      | 11 de septiembre de 1935 | El Infierno               | 2.500     |
| Club Atlético Marquesado                 | Rivadavia    | 1 de agosto de 1940      |                           | 2.700     |
| Club Atlético Minero Argentino           | San Juan     | 7 de mayo de 2019        |                           |           |
| Club Atlético San Lorenzo                | Ullum        | 9 de octubre de 1973     |                           | 2.000     |
| Club Atlético San Martín                 | San Juan     | 27 de septiembre de 1907 | Ingeniero Hilario Sánchez | 17.000    |
| Club Atlético Trinidad                   | Rawson       | 10 de marzo de 1980      | Ingeniero Alberto Martín  | 8.000     |
| Club Atlético Unión                      | Rawson       | 12 de octubre de 1964    | 12 de octubre             | 5.000     |
| Club Deportivo Carpintería               | Pocito       | 21 de septiembre de 1975 |                           |           |
| Club Juventud Zondina                    | Zonda        | 3 de agosto de 1923      |                           | 1.100     |
| Club López Peláez                        | Santa Lucía  | 23 de mayo de 1923       |                           |           |
| Club Social y Deportivo Aberastaín       | Pocito       | 1 de diciembre de 1974   | Gerardo Nene Garin        | 2.500     |
| Club Sportivo 9 de Julio                 | 9 de Julio   | 22 de mayo de 1947       |                           | 2.000     |
| Club Sportivo Desamparados               | San Juan     | 10 de septiembre de 1919 | El Serpentario            | 18.000    |
| Club Sportivo Árbol Verde                | San Juan     | 20 de septiembre de 1920 |                           |           |
| Club Sportivo Sarmiento                  | Zonda        | 11 de septiembre de 1931 |                           |           |
| Club Sportivo Peñarol                    | Chimbas      | 24 de noviembre de 1918  | Ramón Pablo Rojas         | 4.000     |
| Club Sportivo Rivadavia                  | Rivadavia    | 24 de agosto de 1924     |                           | 700       |

#### Segunda División
| Club                                        | Departamento | Fundación                |
| ------------------------------------------- | ------------ | ------------------------ |
| Club Atlético El Globo                      | Rivadavia    | 23 de julio de 1932      |
| Club Atlético Juventud Ullunera             | Ullum        | 12 de octubre de 1915    |
| Club Atlético Libertad Juvenil              | 9 de Julio   | 24 de abril de 1949      |
| Club Atlético Los Pumas                     | Chimbas      | 14 de diciembre de 2008  |
| Club Atlético Recabarren                    | Zonda        | 12 de octubre de 1931    |
| Club Defensores de Argentinos               | San Juan     |                          |
| Club Deportivo Villa Hipódromo              | Rawson       | 25 de mayo de 1951       |
| Club Juventud Atlético Rivera               | Chimbas      | 30 de agosto de 1949     |
| Club Rawson Juniors                         | Rawson       | 10 de febrero de 2014    |
| Club Rojo Fiorito                           | 9 de Julio   | 12 de agosto de 1979     |
| Club Social y Deportivo Centenario Olímpico | Chimbas      | 28 de noviembre de 1976  |
| Club Social y Deportivo San Agustín         | Chimbas      | 28 de agosto de 2014     |
| Club Sportivo Juan Bautista Del Bono        | Rivadavia    | 28 de enero de 1926      |
| Club Sportivo Juventud Unida                | Pocito       | 12 de octubre de 1932    |
| Club Sportivo Punteto                       | Rivadavia    | 26 de septiembre de 1928 |
| Club Sportivo Federico Picón                | Pocito       | 6 de septiembre de 1936  |
| Club Sportivo Villa Ibañez                  | Ullum        | 5 de agosto de 1943      |
| Club Unión San Damian                       | Rawson       | 25 de mayo de 1974       |
| Defensores Los Andes                        | Chimbas      |                          |
| Huarpes Futbol Club                         | San Juan     |                          |

## Clásicos
- Clásico Sanjuanino Histórico: Atlético Alianza vs San Martín
- Clásico de Pocito: Atenas vs Aberastain
- Clásico de Rivadavia: Desamparados vs Del Bono
- Clásico del Oeste de Rivadavia: Marquesado vs Rivadavia
- Clásico de Rawson: Trinidad vs Unión
- Clásico de Chimbas: Club Árbol Verde vs Peñarol
- Clásico de Zonda: Sarmiento vs Recabarren
- Clásico de Ullum: San Lorenzo vs Juventud Ullunera

#### Otras Rivalidades
- Club Atlético San Martín (San Juan) vs Club Atlético Unión (Villa Krause)
- Club Atlético San Martín (San Juan) vs Club Sportivo Desamparados
- Club Atlético Unión (Villa Krause) vs Club Sportivo Desamparados
- Villa Ibáñez vs las Lomas
- Club Atlético de la Juventud Alianza vs Club Atlético Trinidad
- Marquesado vs Villa Obrera

## Clubes Sanjuaninos en Torneos de AFA
| Club | Club                            | Categoría Actual | Mayor Categoría Alcanzada              |
| ---- | ------------------------------- | ---------------- | -------------------------------------- |
|      | San Martín                      | Primera División | Primera División                       |
|      | Sportivo Desamparados           | Regional Amateur | Segunda División (B Nacional)          |
|      | Unión                           | Regional Amateur | Segunda División (B Nacional)          |
|      | Atlético de la Juventud Alianza | Regional Amateur | Primera División (Torneo Nacional)     |
|      | Trinidad                        | Regional Amateur | Cuarta División (Argentino B)          |
|      | Sportivo Peñarol                | Regional Amateur | Tercera División (Federal A)           |
|      | Independiente Villa Obrera      | Regional Amateur | Tercera División (Argentino A)         |
|      | Colón Junior                    | Regional Amateur | Tercera División (Torneo del Interior) |
|      | Aberastaín                      | Liga Sanjuanina  | Tercera División (Torneo del Interior) |
|      | Árbol Verde                     | Liga Sanjuanina  | Cuarta División (Argentino B)          |
|      | Sportivo Del Bono               | Regional Amateur | Cuarta División (Argentino B)          |
|      | Atenas                          | Liga Sanjuanina  | Cuarta División (Federal B)            |
|      | San Lorenzo de Ullum            | Regional Amateur | Cuarta División (Regional Amateur)     |
|      | Marquesado                      | Regional Amateur | Cuarta División (Regional Amateur)     |
|      | Sportivo Rivadavia              | Regional Amateur | Cuarta División (Regional Amateur)     |
|      | Sportivo 9 de Julio             | Liga Sanjuanina  | Quinta División (Federal C)            |

## Campeones
| Temporada     | Campeones               | Subcampeones            |
| ------------- | ----------------------- | ----------------------- |
| 1921          | San Martín              | Atlético de la Juventud |
| 1922          | Atlético de la Juventud | San Martín              |
| 1923          | Atlético de la Juventud |                         |
| 1924          | San Martín              |                         |
| 1925          | Atlético de la Juventud |                         |
| 1926          | San Martín              |                         |
| 1927          | Juan Graffigna          |                         |
| 1928          | Desamparados            | Juan Graffigna          |
| 1929          | Atlético de la Juventud | Árbol Verde             |
| 1930          | Juan Graffigna          |                         |
| 1931          | Juan Graffigna          |                         |
| 1932          | San Martín              |                         |
| 1933          | Juan Graffigna          |                         |
| 1934          | Atlético de la Juventud |                         |
| 1935          | Atlético de la Juventud |                         |
| 1936          | Atlético de la Juventud | Los Andes               |
| 1937          | San Martín              |                         |
| 1938          | Juan Graffigna          |                         |
| 1939          | Los Andes               |                         |
| 1940          | San Martín              |                         |
| 1941          | San Martín              |                         |
| 1942          | Juan Graffigna          |                         |
| 1943          | San Martín              |                         |
| 1944          | No se disputó           |                         |
| 1945          | Atlético de la Juventud |                         |
| 1946          | Atlético de la Juventud |                         |
| 1947          | Peñarol                 |                         |
| 1948          | San Martín              | Atlético de la Juventud |
| 1949          | Independiente           | Atlético de la Juventud |
| 1950          | Atlético de la Juventud | San Martín              |
| 1951          | San Martín              | Independiente           |
| 1952          | Atlético de la Juventud | Peñarol                 |
| 1953          | Atlético de la Juventud | San Martín              |
| 1954          | San Martín              |                         |
| 1955          | San Martín              | Atlético de la Juventud |
| 1956          | San Martín              | Atlético de la Juventud |
| 1957          | San Martín              |                         |
| 1958          | Los Andes               |                         |
| 1959          | Los Andes               |                         |
| 1960          | San Martín              |                         |
| 1961          | Atlético de la Juventud |                         |
| 1962          | Los Andes               | Atlético de la Juventud |
| 1963          | Desamparados            | Boca Juniors            |
| 1964          | San Martín              |                         |
| 1965          | Peñarol                 |                         |
| 1966          | Desamparados            | Independiente           |
| 1967          | San Martín              |                         |
| 1968          | Desamparados            |                         |
| 1969          | San Martín              |                         |
| 1970          | Desamparados            |                         |
| 1971          | Desamparados            | Atlético de la Juventud |
| 1972          | Desamparados            |                         |
| 1973          | Desamparados            | Los Andes               |
| 1974          | Alianza                 |                         |
| 1975          | Desamparados            |                         |
| 1976          | Desamparados            | Los Andes               |
| 1977          | San Martín              | Colón Junior            |
| 1978          | Peñarol                 |                         |
| 1979          | Peñarol                 |                         |
| 1980          | San Martín              | Trinidad                |
| 1981          | Alianza                 |                         |
| 1982          | Alianza                 |                         |
| 1983          | Desamparados            | Alianza                 |
| 1984          | Alianza                 | Trinidad                |
| 1985          | Alianza                 | Peñarol                 |
| 1986          | Alianza                 | Aberastain              |
| 1987          | Alianza                 | Desamparados            |
| 1988          | Alianza                 | San Martín              |
| 1989          | San Martín              |                         |
| 1990          | San Martín              |                         |
| 1991          | Desamparados            |                         |
| 1992          | San Martín              | Unión                   |
| 1993          | Trinidad                | Árbol Verde             |
| 1994          | San Martín              |                         |
| 1995          | San Martín              | Trinidad                |
| 1996          | Unión                   |                         |
| 1997          | Trinidad                |                         |
| 1998          | Unión                   |                         |
| 1999          | Unión                   |                         |
| 2000          | Trinidad                |                         |
| 2001          | Villa Obrera            | Unión                   |
| 2002          | Unión                   |                         |
| 2003          | Unión                   |                         |
| 2004          | Unión                   |                         |
| 2005          | Del Bono                |                         |
| 2006          | Peñarol                 |                         |
| 2007          | Del Bono                |                         |
| 2008          | Villa Obrera            |                         |
| 2009          | Trinidad                |                         |
| 2010          | Alianza                 | Peñarol                 |
| 2011          | 9 de Julio              | Villa Obrera            |
| 2012          | San Martín              | Peñarol                 |
| 2013          | 9 de Julio              | Villa Obrera            |
| 2014          | 9 de Julio              | Peñarol                 |
| 2015          | Villa Obrera            | Colón Junior            |
| Invierno 2016 | Alianza                 | Colón Junior            |
| Verano 2016   | Trinidad                | San Martín              |
| Anual 2016    | Alianza                 | Trinidad                |
| Invierno 2017 | Peñarol                 | Atenas                  |
| Verano 2017   | Peñarol                 | Atenas                  |
| Anual 2017    | Peñarol                 |                         |
| Invierno 2018 | Desamparados            | Alianza                 |
| Verano 2018   | Atenas                  | Colón Junior            |
| Anual 2018    | Atenas                  | Desamparados            |
| Invierno 2019 | Atenas                  | Aberastain              |
| Verano 2019   | Colón Junior            | Carpintería             |
| Anual 2019    | Atenas                  | Colón Junior            |
| 2020          | No se disputó           |                         |
| 2021          | Alianza                 | Colón Junior            |
| Invierno 2022 | Unión                   | Aberastain              |
| Verano 2022   | San Lorenzo             | Desamparados            |
| Anual 2022    | San Lorenzo             | Unión                   |
| Invierno 2023 | Colón Junior            | Atenas                  |
| Verano 2023   | Alianza                 | Colón Junior            |
| Anual 2023    | Colón Junior            | Alianza                 |
| Invierno 2024 | Marquesado              | Juventud Zondina        |
| Verano 2024   | Atenas                  | Marquesado              |
| Anual 2024    | Atenas                  | Marquesado              |
| Invierno 2025 | Unión                   | Colón Junior            |

## Palmarés
| Club                                     | Títulos | Años campeón |
| ---------------------------------------- | ------- | --- |
| Club Atlético San Martín                 | 26      | 1921, 1924, 1926, 1932, 1937, 1940, 1941, 1943, 1948, 1951, 1954, 1955, 1956, 1957, 1960, 1964, 1967, 1969, 1977, 1980, 1989, 1990, 1992, 1994, 1995, 2012                                               |
| Club Atlético de la Juventud Alianza     | 24      | Atlético de la Juventud: 1922, 1923, 1925, 1929, 1934, 1935, 1936, 1945, 1946, 1950, 1952, 1953, 1961 Atlético de la Juventud Alianza: 1974, 1981, 1982, 1984, 1985, 1986, 1987, 1988, 2010, 2016, 2021. |
| Club Sportivo Desamparados               | 12      | 1928, 1963, 1966, 1968, 1970, 1971, 1972, 1973, 1975, 1976, 1983, 1991. |
| Club Atlético Unión                      | 8       | 1996, 1998, 1999, 2002, 2003, 2004. 2022. 2025. |
| Club Atlético Colón Junior               | 7       | Juan Graffigna: 1927, 1930, 1931, 1933, 1938, 1942 Colon Junior: 2023. |
| Club Sportivo Peñarol                    | 6       | 1947, 1965, 1978, 1979, 2006, 2017. |
| Club Atlético Trinidad                   | 4       | 1993, 1997, 2000, 2009. |
| Los Andes                                | 4       | 1939, 1958, 1959,1962. |
| Club Atlético Independiente Villa Obrera | 3       | 2001, 2008, 2015. |
| Club Sportivo 9 de Julio                 | 3       | 2011, 2013, 2014. |
| Club Atenas                              | 3       | 2018, 2019, 2024. |
| Club Sportivo Juan Bautista Del Bono     | 2       | 2005, 2007. |
| Club Independiente                       | 1       | 1949. |
| Club Atlético San Lorenzo                | 1       | 2022. |

## Presidentes de la Liga Sanjuanina de Fútbol

#### Lista de Presidentes
- 1921: Fransisco Filippi
- 1922-1925: Gustavo Landa
- 1926-1927: Justo M. Tomar y Salvador Pérez
- 1928: Guillermo Delledome
- 1934: Gundilsalbo Herrera

- 1929: José Bocca

- 1930-1931: José Bocca – Justo Matus Tobar
- 1932: José Bocca – José Nesman
- 1933: José Bocca
- 1934: José Bocca - Gundisalvo Herrera
- 1935: José Bocca – Alfonso Barassi
- 1936-1938: Alfonso Barassi
- 1939: Emilio Cebrelli
- 1940-1943: Alfonso Barassi
- 1944-1945: Virgilio Yanzón
- 1946: Emilio Cebrelli
- 1947-1949: Alfonso Barassi
- 1950: Alfonso Barassi – César Camargo
- 1951-1955: Angel Mancini
- 1956: Alfonso Barassi
- 1957-1969: Angel Mancini
- 1970: César Camargo
- 1971: Aldo Cantoni
- 1972-1976: Carlos Yanzón
- 1977-1978: Antonio Mestre Serer
- 1979: Andres De Cara – Alfredo Prado
- 1980-1983: Oreste Sotomayor
- 1984-1995: Alfredo Derito
- 1996: Edgardo Melián
- 1997-2015: Alfredo Derito
- 2016-2020: Alberto Platero
- 2021: Oscar Cuevas
- 2022: Juan Valiente